# Tigre (ort)
Tigre är en ort i Argentina.   Den ligger i provinsen Buenos Aires, i den centrala delen av landet, 28 km nordväst om huvudstaden Buenos Aires. Tigre ligger 2 meter över havet och antalet invånare är 31 106.
Terrängen runt Tigre är mycket platt. Runt Tigre är det tätbefolkat, med 570 invånare per kvadratkilometer.. Närmaste större samhälle är Grand Bourg, 15,0 km väster om Tigre. 
Runt Tigre är det i huvudsak tätbebyggt.